# 노트로니쿠스
노트로니쿠스(Nothronychus)는 중생대 백악기 중기, 오늘날 미국에서 서식한 초식공룡이다. 용반목 - 수각아목 - 테리지노사우루스과에 속한다. 전체 몸 길이는 4.5m~6m, 높이 3m, 체중은 1t~1.2t 정도 되었을 것으로 추정된다. 학명은 '나무늘보 같은 발톱(을 가진 동물)'이란 의미를 갖고 중국에서는 이를 '懶爪龍'라고 부른다.